# Porphyrinia deserti
Porphyrinia deserti är en fjärilsart som beskrevs av Rothschild 1909. Porphyrinia deserti ingår i släktet Porphyrinia och familjen nattflyn. Inga underarter finns listade i Catalogue of Life.